# Récessus sacciforme de l'articulation du coude
La récessus sacciforme de l’articulation du coude (ou cul-de-sac annulaire radial ou cul-de-sac inférieur du coude ou cul-de-sac périradial) est une expansion de la synoviale de l'articulation du coude entourant le col du radius sous le ligament annulaire du radius. Il est situé entre la tête du radius et la ligne d'insertion de la capsule articulaire sur le col du radius.